# Okręg wyborczy Edinburgh Pentlands
Okręg wyborczy Edinburgh Pentlands powstał w 1950 r. i wysyłał do brytyjskiej Izby Gmin jednego deputowanego. Okręg obejmował południowo-zachodnią część Edynburga. Został zlikwidowany w 2005 r.

## Deputowani do brytyjskiej Izby Gmin z okręgu Edinburgh Pentlands
- 1950–1964: John Hope, Partia Konserwatywna
- 1964–1974: Norman Wylie, Partia Konserwatywna
- 1974–1997: Malcolm Rifkind, Partia Konserwatywna
- 1997–2005: Lynda Clark, Partia Pracy